# Jérôme Mesnager
Jérôme Mesnager (1961) è un pittore di graffiti francese.
Il 16 gennaio 1983 crea l'uomo in bianco (Bonhomme Blanc) "un simbolo di luce, di forza e di pace" che ha riprodotto - e riproduce tutt'oggi - in giro per il mondo, da Parigi alla Muraglia cinese, passando per Milano, New York e la Guyana.